# Blue eyes (BZN)
Blue eyes is een nummer van de Volendamse band BZN. De single werd in 1982 uitgebracht in Nederland en Duitsland.
Blue eyes is een romantisch getint lied met een Engelstalige tekst en Oosterse klanken. Het nummer werd op video vastgelegd tijdens een BZN-special in Frankrijk.
De single stond 9 weken in de Nederlandse Top 40, waar het de vijfde plaats behaalde. Ook in Roemenië werd het een zomerhit. In de edities van de Nederlandse Top 40 van 15, 22 en 29 mei 1982 stonden twee nummers met de titel Blue Eyes in de lijst: deze van BZN en een totaal ander, maar gelijknamig nummer van Elton John.
Zangeres Anny Schilder, die een halve maand voor de release van deze single van een dochter was bevallen, vond Blue eyes de mooiste van de door haar gezongen 16 hits bij BZN. Producer Roy Beltman vond dit de best gelukte mix van een BZN-single.